# Hans-Peter Klausch
Hans-Peter Klausch (* 9. November 1954; † 31. Mai 2016) war ein deutscher Zeithistoriker.

## Leben
Klausch studierte an der Carl von Ossietzky Universität Oldenburg Politikwissenschaft, Germanistik und Geschichte und promovierte 1987. Von 1996 bis 2000 war er als wissenschaftlicher Mitarbeiter in dem Forschungsprojekt „Quellen zur Geschichte und Kultur des Judentums im westlichen Niedersachsen“ im Niedersächsischen Staatsarchiv Oldenburg tätig.
Er lebte in Oldenburg.

## Schriften
- Die Geschichte der Bewährungsbataillone 999…, Köln 1987, Pahl-Rugenstein Verlag, Hochschulschriften 245, ISBN 3-7609-5245-3
- Widerstand in Flossenbürg – zum antifaschistischen Widerstandskampf der deutschen, österreichischen und sowjetischen Kommunisten im Konzentrationslager Flossenbürg 1940 - 1945. Bibliotheks- und Informationssystem der Universität Oldenburg, Oldenburg 1990, ISBN 3-8142-0240-6 (Volltext)
- Antifaschisten in SS-Uniform. Schicksal und Widerstand der deutschen politischen KZ-Häftlinge, Zuchthaus- und Wehrmachtstrafgefangenen in der SS-Sonderformation Dirlewanger (= DIZ-Schriften; 6). Edition Temmen, Bremen 1993, ISBN  3-86108-201-2
- Die Bewährungstruppe 500. Stellung und Funktion der Bewährungstruppe 500 im System von NS-Wehrrecht, NS-Militärjustiz und Wehrmachtstrafvollzug. (= DIZ-Schriften; 8). Edition Temmen, Bremen 1995, ISBN 3-86108-260-8
- 'Erziehungsmänner' und 'Wehrunwürdige'. Die Sonder- und Bewährungseinheiten der Wehrmacht. In: Norbert Haase, Gerhard Paul (Hrsg.): Die anderen Soldaten. Fischer Taschenbuch-Verlag, Frankfurt/M. 1995, ISBN 3-596-12769-6
- Hermann Bode (1911–1944). Ein Braunschweiger Stadtverordneter im Kampf gegen Faschismus und Krieg. Trafo-Verlag, Berlin 2003, ISBN 3-89626-417-6
- Tätergeschichten. Die SS-Kommandanten der frühen Konzentrationslager im Emsland (= DIZ-Schriften; 13). Edition Temmen, Bremen 2005, ISBN 3-86108-059-1
- Braune Wurzeln. Alte Nazis in den niedersächsischen Landtagsfraktionen von CDU, FDP und DP. Zur NS-Vergangenheit von niedersächsischen Landtagsabgeordneten in der Nachkriegszeit. Herausgegeben von der Fraktion Die Linke im Niedersächsischen Landtag. Bremen 2008 (Download, PDF, 1,73 MB).
- Als Herausgeber: Oldenburg im Zweiten Weltkrieg. Das Kriegstagebuch des Mittelschullehrers Rudolf Tjaden, Isensee, Oldenburg 2010 (Schriftenreihe: Oldenburger Studien, Band 66). ISBN 978-3-89995-561-3
- Braunes Erbe – NS-Vergangenheit hessischer Landtagsabgeordneter der 1.–11. Wahlperiode (1946–1987). Herausgegeben von der Fraktion Die Linke im Hessischen Landtag. Wiesbaden 2011 (Download, PDF, 4,02 MB).
- Braune Spuren im Saar-Landtag. Die NS-Vergangenheit saarländischer Abgeordneter. Herausgegeben von der Fraktion Die Linke im Landtag des Saarlandes. Saarbrücken 2013 (Download, PDF, 2,15 MB).